# Amblyseius hapoliensis
Amblyseius hapoliensis är en spindeldjursart som beskrevs av Gupta 1986. Amblyseius hapoliensis ingår i släktet Amblyseius och familjen Phytoseiidae. Inga underarter finns listade i Catalogue of Life.